# Avrée
Avrée é uma comuna francesa na região administrativa de Borgonha-Franco-Condado, no departamento Nièvre. Estende-se por uma área de 13,29 km². Em 2010 a comuna tinha 84 habitantes (densidade: 6,3 hab./km²).